# Heure de Moscou
Pour les articles homonymes, voir MSK.
| Bleu clair | Heure d'Europe de l'Ouest / Temps moyen de Greenwich (UTC)                                     |
| Bleu       | Heure d'Europe de l'Ouest / Temps moyen de Greenwich (UTC)                                     |
| Bleu       | Heure d'été d'Europe de l'Ouest / Heure d'été du Royaume-Uni / Heure normale d'Irlande (UTC+1) |
| Rouge      | Heure normale d'Europe centrale (UTC+1)                                                        |
| Rouge      | Heure d'été d'Europe centrale (UTC+2)                                                          |
| Jaune      | Heure normale d'Europe de l'Est / Heure de Kaliningrad (UTC+2)                                 |
| Ocre       | Heure normale d'Europe de l'Est (UTC+2)                                                        |
| Ocre       | Heure d'été d'Europe de l'Est (UTC+3)                                                          |
| Vert       | Heure de Moscou / Heure en Turquie (UTC+3)                                                     |
| Turquoise  | Heure en Arménie / Heure en Azerbaïdjan / Heure en Géorgie (UTC+4)                             |

Fuseaux horaires en Russie

L'heure de Moscou (en russe : моско́вское вре́мя, moskovskoïe vremia ; en anglais : Moscow Time, souvent abrégé en MSK) est l'un des noms du fuseau horaire UTC+3, en avance de trois heures par rapport au temps universel coordonné. 
Elle correspond à la zone horaire 2 de la Russie, qui inclut une grande partie de la Russie européenne dont Moscou et Saint-Pétersbourg).
L'heure de Moscou est utilisée dans le pays pour les horaires des trains et des navires (contrairement aux voyages aériens internes à la Russie qui sont basés eux sur l'horaire local des aéroports de départ et d'arrivée).
En dehors de la Russie, le même fuseau horaire est également utilisé par plusieurs pays d'Afrique et du Moyen-Orient.